# Dave Butz
Dave Roy Butz (ur. 23 czerwca 1950 w Lafayette, zm. 4 listopada 2022) – amerykański sportowiec, zawodnik futbolu amerykańskiego. Jego wujkiem był polityk Earl Butz.